# Abemama
Abemama is een atol behorend bij de Gilberteilanden in Kiribati. Het bevindt zich 152 kilometer ten zuidoosten van Tarawa en minder dan 30 km ten noorden van de evenaar. Abemama is 27 km² groot en herbergde in 2010 3213 inwoners. Het atol omringt een diepe lagune. Van 1795 tot 1892 behoorde het atol tot het grondgebied van het koninkrijk Abemama.